# Edward Kelley School
Pour les articles homonymes, voir Kelley.
L'Edward Kelley School – ou autrefois Brighton School – est une école américaine à Sacramento, en Californie. Construit en 1869, le bâtiment qui l'accueille est inscrit au Registre national des lieux historiques depuis le 3 avril 1981.